# Malíkovice
Malíkovice är en ort i Tjeckien.   Den ligger i regionen Mellersta Böhmen, i den centrala delen av landet, 30 km väster om huvudstaden Prag. Malíkovice ligger 329 meter över havet och antalet invånare är 346.
Terrängen runt Malíkovice är lite kuperad. Runt Malíkovice är det mycket tätbefolkat, med 1 135 invånare per kvadratkilometer. Närmaste större samhälle är Kladno, 11,1 km sydost om Malíkovice. Trakten runt Malíkovice består till största delen av jordbruksmark.